# ЖФК Слога Земун
ЖФК Слога Земун је женски фудбалски клуб из Земуна, Београд, Србија. Клуб је основан 1969. и то је најстарији женски фудбалски клуб у Србији. Тренутно се такмичи у Првој женској лиги Србије.
Слога је са 3 освојена шампионата и 5 купова други најуспешнији женски фудбалски клуб у Србији, после Машинца ПЗП.

## Успеси
Национални шампионат (3):
- Прва лига Југославије:
  - Првак (2): 1978/79, 1979/80.
- Прва лига СР Југославије:
  - Првак (1): 1993/94.

Национални куп (5):
- Куп Југославије:
  - Освајач (3): 1978/79, 1980/81, 1984/85.
- Куп СР Југославије:
  - Освајач (2): 1992/93, 1993/94.

## Некадашње фудбалерке
- Санда Малешевић
- Барбара Изгаревић
- Андријана Тришић